# Michel Martin Drolling
Michel Martin Drolling (n. 7 martie 1786, Paris, Regatul Franței – d. 9/21 ianuarie 1882, Paris, Franța) a fost un pictor neoclasic, profesor la Școala de Belle-Arte și membru al Institut de France (Académie des Beaux-Arts).

## Biografie
Michel Martin Drolling și-a început studiile în artă sub supravegherea tatălui său, Martin Drolling, urmând ca mai apoi să devină adeptul tradiției școlii lui Jacques Louis-David. În anul 1810 va obținut Premiul Romei cu pictura istorică „Furia lui Ahile”.
În atelierul lui Drolling s-au pregătit mai mulți pictori, inclusiv grupul de pictori români revoluționari de la 1848, printre care se regăsesc: Ion Negulici, Constantin Daniel Rosenthal , Barbu Iscovescu (deși apartenența lui Iscovescu rămâne discutabilă) și, ulterior, Theodor Aman.